# Форталеза (микрорегион)

Форталеза на карте.

Форталеза (порт. Microrregião de Fortaleza) — микрорегион в Бразилии, входит в штат Сеара. Составная часть мезорегиона Агломерация Форталеза. Население составляет 3 351 112 человек (на 2010 год). Площадь — 3 353,097 км². Плотность населения — 999,41 чел./км².

## Демография
Согласно сведениям, собранным в ходе переписи 2010 г. Национальным институтом географии и статистики (IBGE), население микрорегиона составляет:
| Полное население                             | Полное население                             | Полное население                             | Полное население                             | 3 351 112 |
| -------------------------------------------- | -------------------------------------------- | -------------------------------------------- | -------------------------------------------- | --------- |
| в том числе:                                 | Городское население                          | 3 266 002                                    | Процент городского населения, %              | 97,46     |
|                                              | Сельское население                           | 85 110                                       | Процент сельского населения, %               | 2,54      |
|                                              | Мужское население                            | 1 592 320                                    | Процент мужского населения, %                | 47,52     |
|                                              | Женское население                            | 1 758 792                                    | Процент женского населения, %                | 52,48     |
| Плотность населения, чел/км²                 | Плотность населения, чел/км²                 | Плотность населения, чел/км²                 | Плотность населения, чел/км²                 | 999,41    |
| Население микрорегиона в % к населению штата | Население микрорегиона в % к населению штата | Население микрорегиона в % к населению штата | Население микрорегиона в % к населению штата | 39,65     |

## Статистика
- Валовой внутренний продукт на 2003 составляет 16 898 663 360,00 реалов (данные: Бразильский институт географии и статистики).
- Валовой внутренний продукт на душу населения на 2003 составляет 5491,82 реалов (данные: Бразильский институт географии и статистики).
- Индекс развития человеческого потенциала на 2000 составляет 0,767 (данные: Программа развития ООН).

## Состав микрорегиона
В составе микрорегиона включены следующие муниципалитеты:
1. Акирас
2. Каукая
3. Эузебиу
4. Форталеза
5. Гуаюба
6. Итайтинга
7. Мараканау
8. Марангуапи
9. Пакатуба